# Jean-Emmanuel Depraz
Jean-Emmanuel Depraz, apodado JiRock (nacido el 22 de junio de 1994), es un jugador francés de Magic: El encuentro y actual campeón del mundo desde 2023.

## Carrera
Depraz dice que conoció Magic: El encuentro en 2005, cuando un amigo compartió sus cartas y jugaron por diversión. Comenzó a asistir a eventos competitivos desde 2011 hasta 2013, y se clasificó por primera vez para el Magic: The Gathering Pro Tour en 2014. Sin embargo, no pudo repetir la clasificación al año siguiente, y pasaron otros tres años hasta que se clasificó para el Pro Tour al ganar el Gran Premio de Varsovia en 2017.
Después de eso, a partir de 2018, Depraz tuvo una serie de éxitos, incluida una aparición en el Top 8 en Bilbao y una victoria en Barcelona como capitán del equipo francés que ganó la última Copa Mundial de Magic, con Arnaud Hocquemiller, y Timothée Jammot. A finales de 2018, Depraz fue uno de los primeros 32 jugadores, y el único de Francia, invitado a la Magic Pro League, el equivalente al Player's Tour de deportes electrónicos. Ese año, dice Depraz, abandonó la carrera de literatura que estaba estudiando, antes de convertirse en jugador profesional de Magic.
En 2019, Depraz logró dos resultados más entre los 8 primeros, incluido uno en el que quedó segundo detrás de Javier Domínguez de España, el Campeón Mundial de 2018, y la final general del Campeonato Mundial Magic: The Gathering 2019, terminando en el séptimo lugar. En 2020, Depraz obtuvo el segundo lugar en el Players Tour en línea, aunque el campeonato no se celebró debido a la pandemia de COVID-19. En 2021, Depraz quedó en segundo lugar detrás de Yuta Takahashi de Japón en el 27.º Campeonato Mundial, que se celebró online en el programa MTG Arena. Depraz dice que no se arrepiente de haber estado a punto de perder el título en esos años y que aprendió mucho de ellos; aunque le hubiera encantado ganar, ya que el premio del Campeonato Mundial incluía aparecer en su propia tarjeta Magic.
En septiembre de 2023, Depraz ganó el 29.º Campeonato Mundial Magic: The Gathering en Las Vegas. El evento de tres días incluyó a los 110 mejores jugadores de la temporada, cinco de los cuales eran franceses, entre ellos Depraz y Gabriel Nassif. Después de dos días, entre los franceses sólo quedaba Depraz entre los ocho mejores, formados por jugadores de siete países. Derrotó al estadounidense Greg Orange, en un partido reñido en el que perdió los dos primeros juegos y necesitó ganar los últimos tres para continuar. Siguió con partidos más fáciles contra el australiano Anthony Lee y el japonés Kazune Kosaka para ganar el título y el premio de US$100 000, y finalmente aparecer en la tarjeta Magic. El mazo ganador de Depraz incluía tres copias de «Faerie Mastermind», la carta que representa a Yuta Takahashi, quien lo derrotó por el Campeonato Mundial en 2021.

## Vida personal
Jean-Emmanuel Depraz es hijo de la filósofa Natalie Depraz. El vive en Paris.